# Poul Henningsen
Poul Henningsen (9 de septiembre de 1894 - 31 de enero de 1967) fue un autor, un crítico, un arquitecto, y un diseñador danés, era una de las figuras principales de la vida cultural de Dinamarca entre las guerras mundiales. Estaba obsesionado con la luz, dedicó toda su carrera a investigar la importancia de la luz para el bienestar. Trabajó en la teoría que el observador no debería estar sujeto a un deslumbramiento directo de la fuente de luz eléctrica.
En Dinamarca, a menudo se le conoce, simplemente, como PH. Sus diseños aparecen en muchos museos. El interés internacional en su trabajo fue restablecido durante los años 60.

## Infancia y educación
Poul Henningsen fue el cuarto hijo de la autora Agnes Henningsen a través de una relación extramarital que tuvo con el satírico Carl Ewald después de su primer matrimonio, que había terminado en divorcio. Él y sus tres hermanastros pasaron una feliz infancia en el hogar tolerante y moderno de su madre en Ordrup, que a menudo fue visitado por los principales escritores daneses de la época, Ellos despertaron en él un fuerte espíritu crítico, que lo transformarían en un personaje clave de la vida cultural danesa de entreguerras.
Entre 1911 y 1917 fue educado como arquitecto, pero nunca se graduó, eligiendo seguir una carrera como inventor y pintor.

## Arquitectura y diseño
Comenzó a practicar la arquitectura funcionalista tradicional, pero a lo largo de los años sus intereses profesionales cambiaron para enfocarse principalmente en la iluminación, en este campo fue su contribución más valiosa al diseño. 
Gracias a su idea de dominar la luz, diseño lámparas con formas desconocidas de pantalla, en las que el programa de iluminación es el que determina la forma o en las que el objetivo es reducir el deslumbramiento.
Henningsen utilizó una serie de capas y tonos para extender la luz y ocultar la bombilla, proyectando la luz de forma uniforme y matizando los contrastes entre reflejos y sombras, lo cual dio como resultado a la extensa serie PH luminarias que realizó en exclusiva desde los años veinte para la firma Louis Poulsen, esta colaboración duró hasta su muerte, Sus modelos más conocidos son el PH Alcachofa y PH5.
Sus luminarias son verdaderamente atemporales y son una excelente presentación del estilo de diseño moderno danés, cada lámpara PH está marcada por el funcionalismo y la simplificación de las formas. Henningsen añoraba la luz que emitían las lámparas de petróleo y trató de conseguir esa suavidad y calidez con la electricidad, Creía en la funcionalidad por encima de todo. Desde sus artículos lanzaba feroces críticas contra el elitismo en el diseño, que pensaba debía tener un enfoque democrático que lo acercara a la gente. Abogaba por piezas tradicionales que fueran también funcionales, una fórmula que le acarreó un éxito inmediato.
El trabajo pionero de Poul Henningsen sobre las relaciones entre las estructuras de luz, las sombras, el deslumbramiento y la reproducción del color, en comparación con la necesidad de luz del hombre, sigue siendo la base de las teorías de iluminación que todavía practica Louis Poulsen Lighting. 
Las lámparas crearon el fundamento económico de su obra posterior. La fabricación y la venta de algunos de sus accesorios de iluminación, tales como la lámpara pendiente PH5, continúa al día de hoy.
Otros diseños notables por él incluyen el piano de cola del PH, ejemplos de los cuales se incluyen en varias colecciones prominentes de diseño, incluyendo la del museo metropolitano de arte en New York City.
Durante un breve período al comienzo de la Segunda Guerra Mundial, fue el arquitecto principal de los jardines de Tivoli en Copenhague donde diseño el Glassalen Theatre Hall. Pero como muchas otras personas creativas, se vio obligado a huir de Dinamarca durante la ocupación alemana, pero pronto se convirtió en una parte vital de la colonia danesa de artistas que vivían en Suecia.

## Galería de diseño

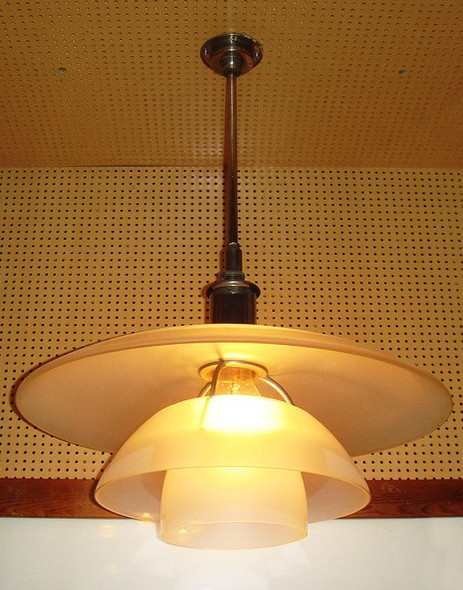
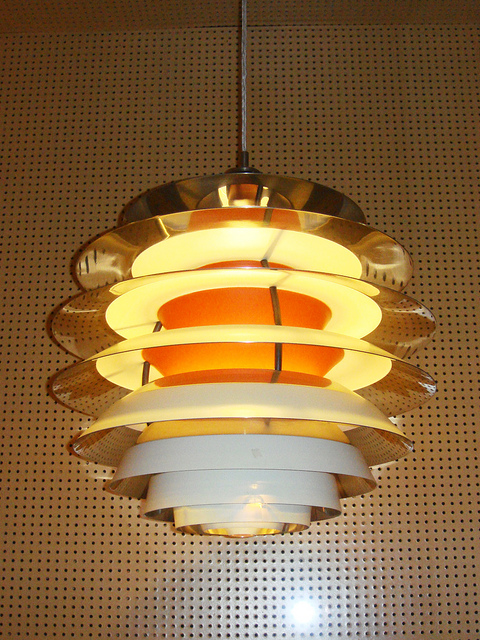
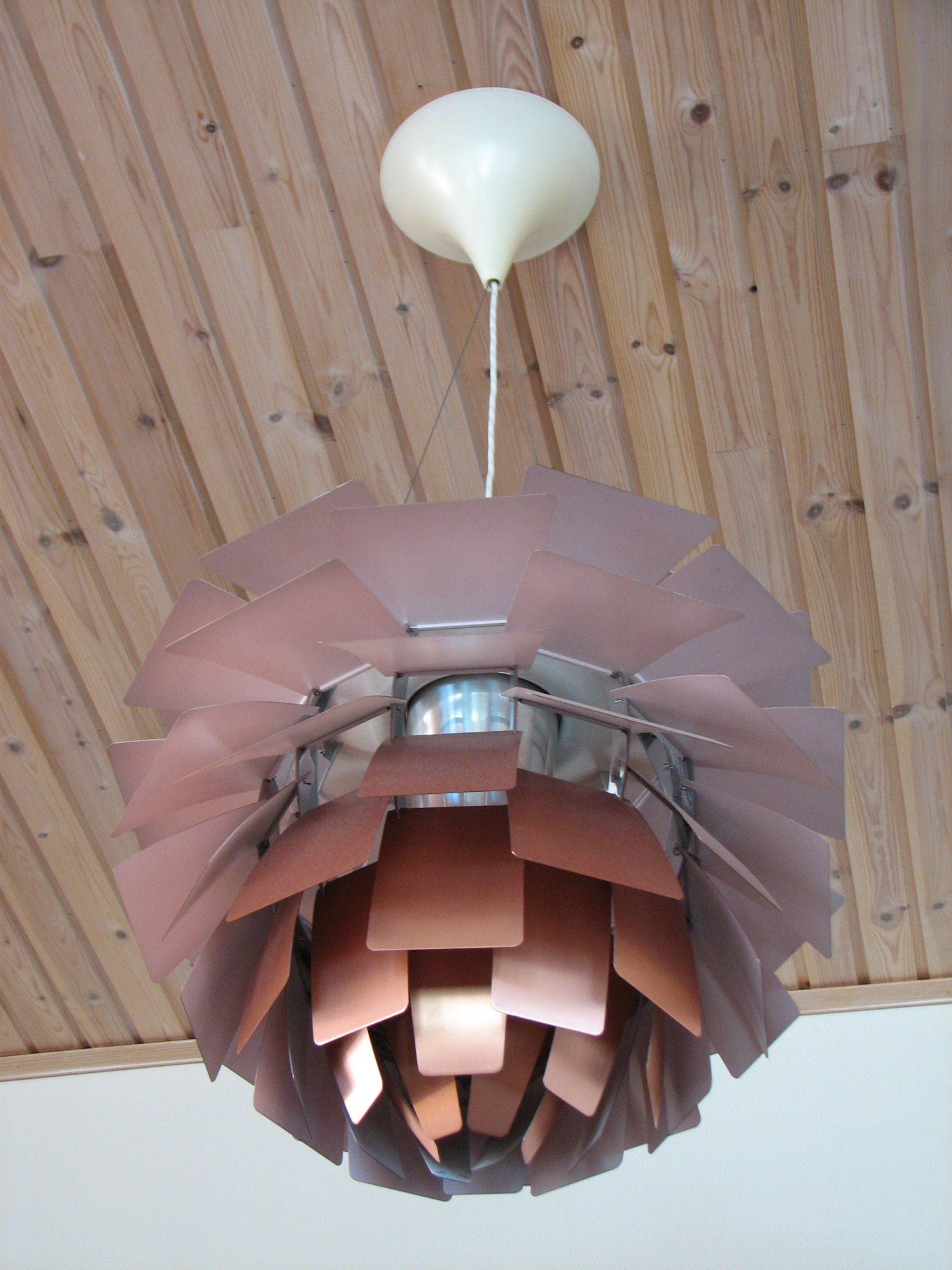
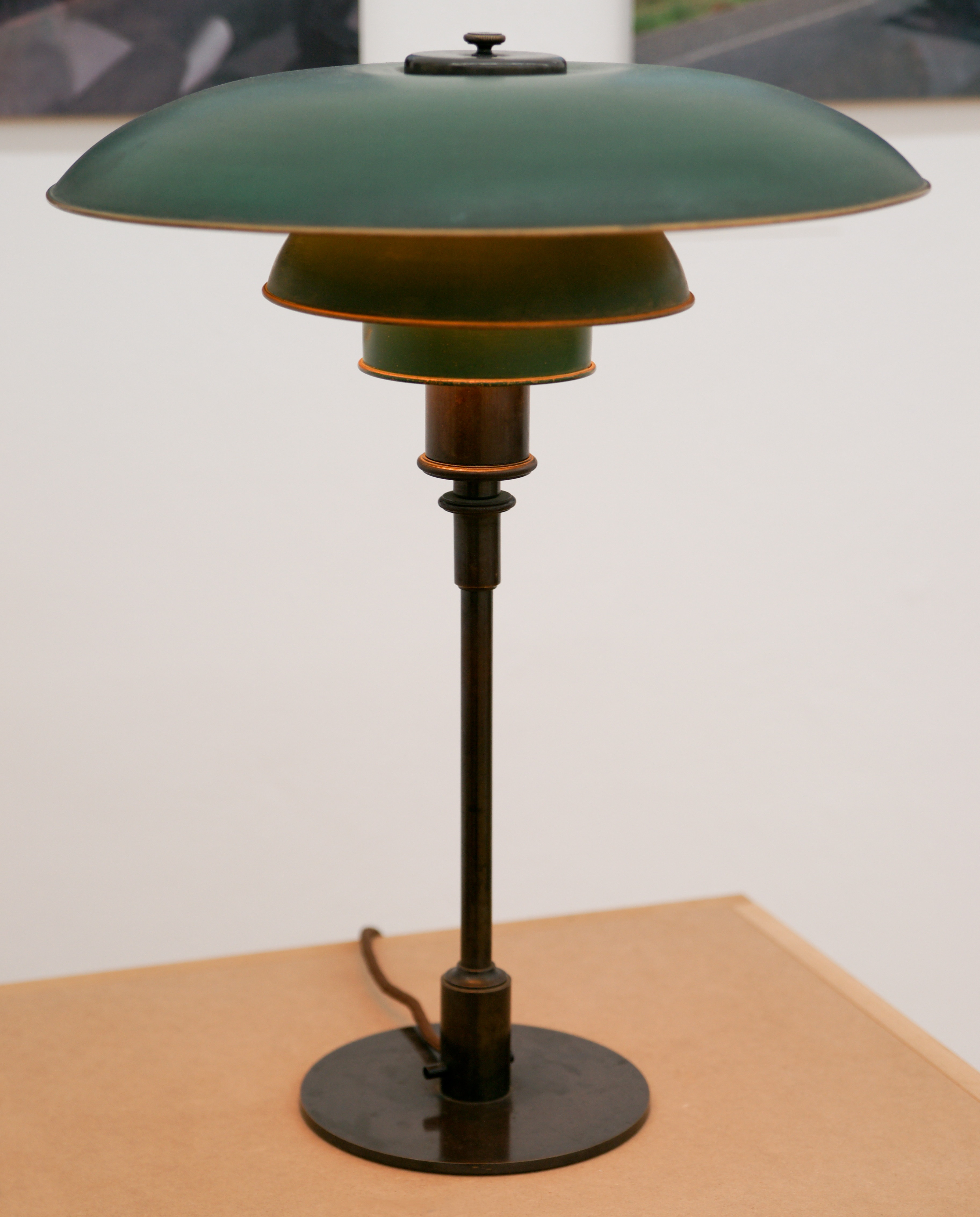
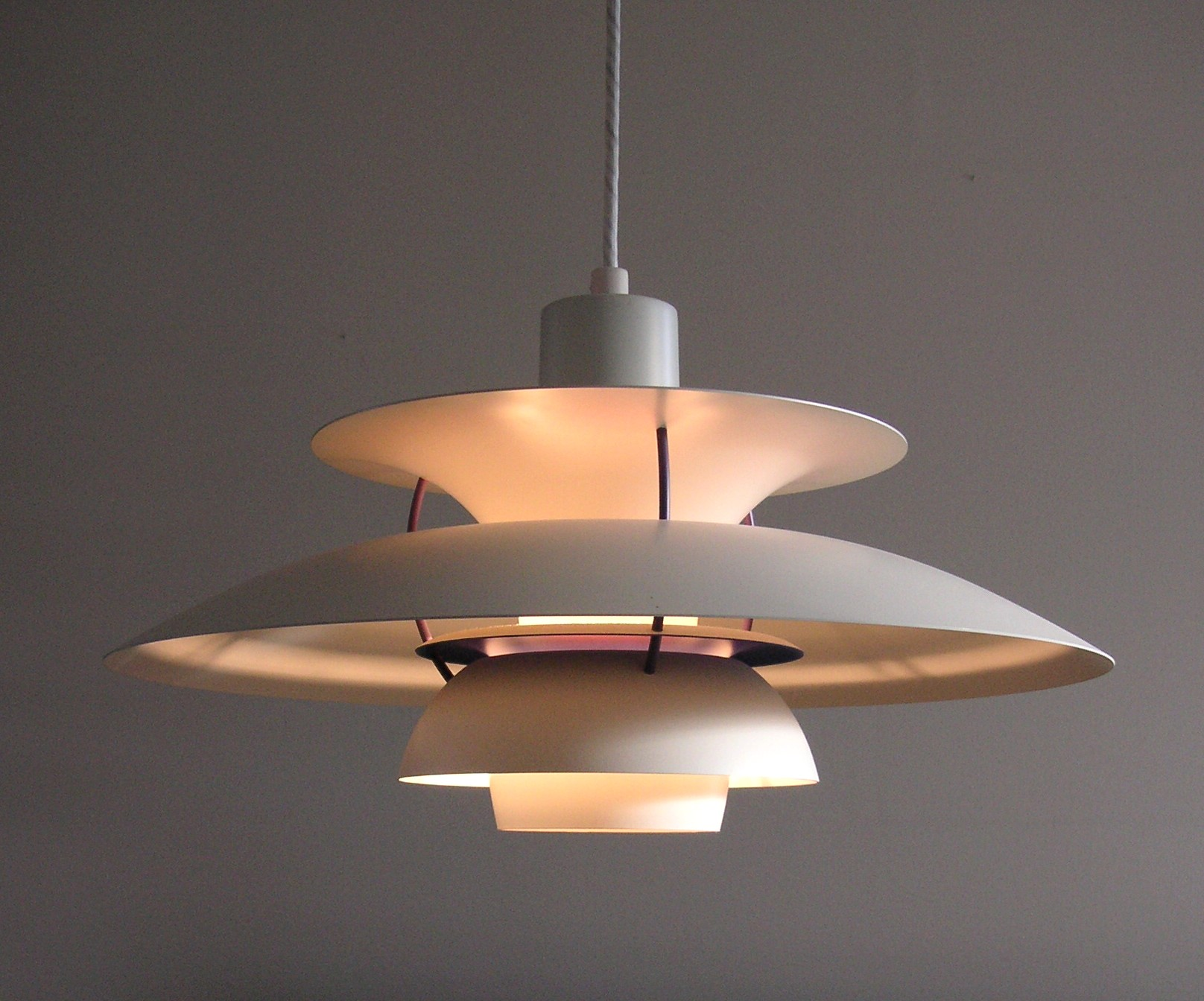